# 瓦瓦省

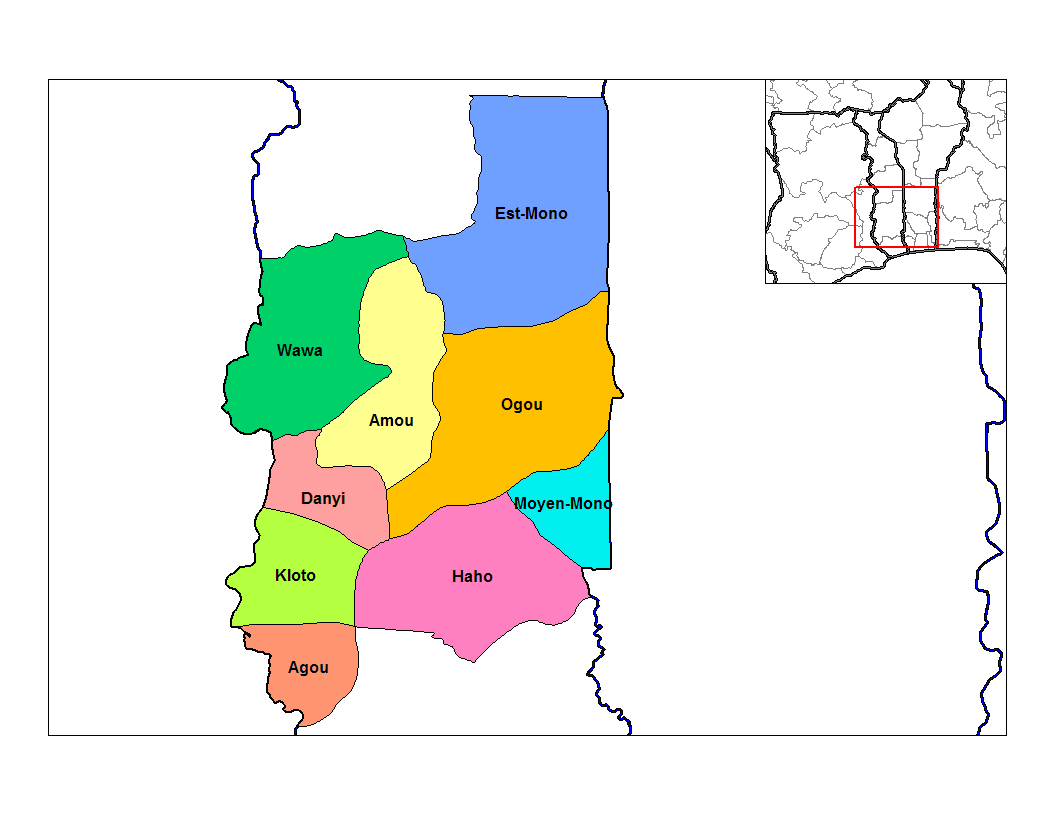
高原區行政區劃

瓦瓦省為多哥高原區的一省，首府巴杜。

## 地理
瓦瓦省西邊與迦納接壤，位於多哥中西部，最高峰為Djogbé山。

## 人口
2002年估計人口145,000人。

## 經濟
以種植咖啡及可可為主。
7°35′N 0°36′E / 7.583°N 0.600°E